# Mustafa Akıncı
Mustafa Akıncı (Limassol, 1947. december 28. –) ciprusi török politikus, 2015. április 30-tól  2020.  október 23-ig Észak-Ciprus elnöke.

## Pályafutása
1973-ban végzett Ankarában a Közel-keleti Műszaki Egyetem építészmérnöki karán, majd Nicosiába költözött. 1975-ben alapítója volt a Török Ciprióták Nemzetgyűlésének. 1976-ban, 28 évesen megválasztották Nicosia törökök lakta része polgármesterének, ezt a tisztséget 14 éven át, 1990-ig töltötte be. Hivatali ideje alatt igyekezett együttműködni a ciprusi görög közösséggel, e tevékenységéért 2003-ban Europa Nostra Medal of Honour díjjal tüntették ki.
1987 és 2001 között a baloldali Toplumcu Kurtuluş Partisi (TKP) pártot vezette. 1993-tól 2009-ig a Ciprusi Török Parlament tagja volt. 1999 és 2001 között Észak-Ciprus miniszterelnök-helyettese és 2015-től Észak-Ciprus elnöke. Elnöki kampánya során a kettéosztott ország egyesítése mellett, Varószia város újraélesztését tűzte ki célul.

### Családja
Nős, három gyermeke és két unokája van.

### Publikációi
2010-ben megjelent első könyve, mely a 14 év a ciprusi török önkormányzat élén címen látott napvilágot.